# Urtica mexicana
Urtica mexicana är en nässelväxtart som beskrevs av Frederik Michael Liebmann. Urtica mexicana ingår i släktet nässlor, och familjen nässelväxter. Inga underarter finns listade i Catalogue of Life.